# 明定国是诏
《明定国是诏》又称《定国是诏》，根据《清实录》记载是光绪二十四年四月乙已日即公元1898年6月11日清朝光绪帝所颁布的诏书，标志着戊戌变法的开始。“明定国是”意为明确国策。文中所提及的建立京师大学堂即为现北京大学的前身。

## 颁布原因
1898年6月11日，光绪帝颁布《明定国是》上谕，表示开展戊戌变法的决心。上谕说：“数年以来，中外臣工讲求时务，多主变法自强……惟是风气尚未大开，论说莫衷一是，或托于老成忧国，以为旧章必应墨守，新法必当摈除，众喙哓哓，空言无补……朕惟国是不定，则号令不行，极其流弊，必至门户纷争，互相水火，徒蹈宋，明积习，于时政毫无裨益……嗣后中外大小诸臣，自王公以及士庶，各宜努力向上，发愤为雄，以圣贤义理之学，植其根本，又须博采西学之切于时务者，实力讲求，以救空疏迂谬之弊。”以皇帝名义“诏定国是”，其目的是“以变法为号令之宗旨，以西学为臣民之讲求，著为国是，以定众向，然后变法之事乃决，人心乃一，趋向乃定。”——（梁启超《戊戌政变记》）此外，定国是诏又名《明定国是诏》。

## 内容
|  |

## 关于《明定国是诏》題目
《中国近代现代史》中有这样一段表述：1898年6月，光绪帝颁布《定国是诏》，决定变法，史称戊戌变法。国是，指国家的重大政策。“共定国是”其源出于南朝范晔的《后汉书•桓谭冯衍列传》。“国是”并不是一般的国事，而是治国的大政大策。“国事”与“国是”是近义同音词。“明定国是”就是明确国策。